# 波吉亞家族
波吉亞家族，又譯博尔贾、博基亞、波奇亞，西班牙稱博爾哈家族。歐洲中世紀的貴族家族，發跡於西班牙的瓦倫西亞，在義大利文藝復興时期開始顯赫。
波吉亞家族因15世紀至16世紀間的聯姻關係與政治結盟而顯赫，有兩位成員登上教宗寶座，即教宗嘉禮三世（1455年至1458年期間在位）與教宗亞歷山大六世（1492年至1503年期間在位），另有一位成員成了天主教聖人及數位樞機。
尤其在亞歷山大六世在位期間，波吉亞家族傳出了許多謠言，包括：緋聞、謀取聖座控制權、偷竊、強暴、賄賂、亂倫、謀殺（譬如毒殺） 。他們的專權為周邊擁有相當地位的奧爾西尼家族、科隆納家族所仇視；然而現代歷史學家普遍認為有許多的謠言皆是出自家族的政治對手—儒利安·德拉罗韦雷樞機所散布的。波吉亞亦是文藝復興時期積極贊助文化活動的家族。

## 早期家族史
波吉亞家族發跡於西班牙的瓦倫西亞，家族聲稱是阿拉貢王室的後代。家族第一位發跡的人是阿方索·德·博爾哈（Alfonso de Borja，1378－1458），他是瓦倫西亞一位地主的兒子，他於列伊達學習並於之後在那教授法律，在他30多歲時被阿方索五世聘為私人秘書，阿方索·德·博爾哈曾於1429年協助對立教宗克萊門特八世的退位，作為回報，他成為了瓦倫西亞大主教。

## 嘉禮三世
阿方索於1455年被選為教宗嘉禮三世，他上任後積極規劃討伐鄂圖曼土耳其人，雖曾在幾次戰役中獲勝，但因未普遍得到歐洲列強的支持，最後以失敗告終。
嘉禮三世因為是個西班牙人，在當時教宗普遍都是義大利人的時代來看是少有的，再加上他大量的任用自己的親信以及加泰隆尼亞人，招到羅馬城內普遍的反彈。儘管只在位3年，嘉禮三世在任內積極的利用裙帶關係提昇家族的勢力，他任命自己的外甥羅德里哥·波吉亞（即後來的亞歷山大六世，原姓Llançol利安索爾，在舅舅嘉禮三世當選教宗後改姓波吉亞）及路易斯·德·米拉·德·博爾哈為樞機，並任命另一個外甥，羅德里哥的弟弟佩德羅·路易斯·德·博爾哈為斯波萊托公爵、奇維塔韋基亞侯爵、教廷卫队总队长及聖天使堡城主。

## 亞歷山大六世

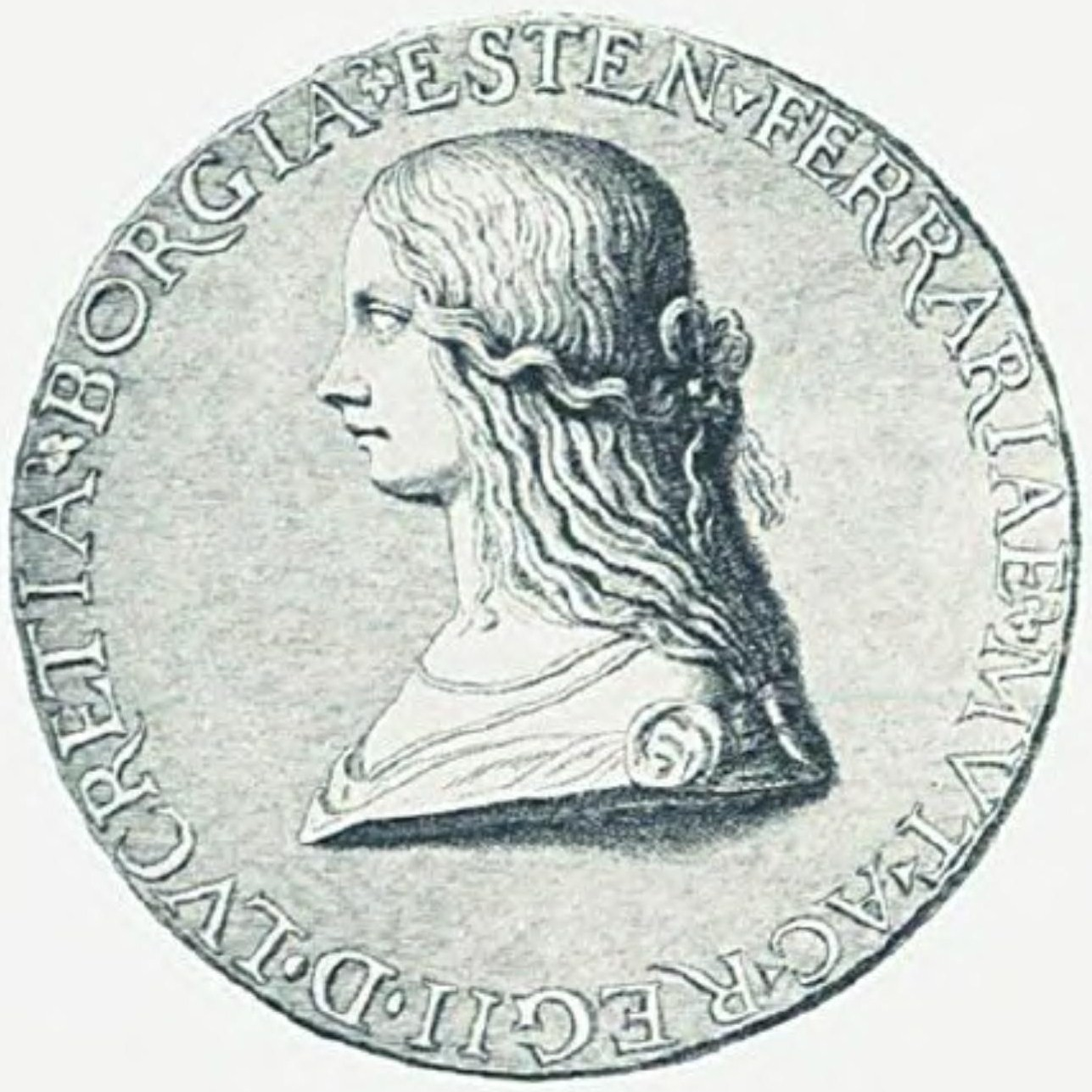
有著盧克雷齊亞·波吉亞肖像的錢幣

在嘉禮三世死後的34年，他的外甥羅德里哥·波吉亞樞機在1492年當選為教宗，名號為「亞歷山大六世」，他是一位頗具爭議的文藝復興教宗，他是第一位公開承認自己有私生子的教宗，更是第一位任命自己的親生兒子（切薩雷·波吉亞，也是第一位在任內辭職的樞機）為樞機的教宗。他有多位情婦，包括瓦諾莎·卡塔內、茱莉婭·法爾內塞及其他未被記載的人，這些情婦至少為他生下了7位私生子女，其中瓦諾莎·卡塔內所生的4位子女最廣為人知，長子切薩雷·波吉亞卸下樞機職位後聯盟法蘭西王國侵略義大利，威震一時；次子喬瓦尼·波吉亞是一位西班牙公爵，但於1497年遭人暗殺；三女盧克雷齊亞·波吉亞是一位可敬的文藝復興公爵夫人，曾先後嫁給了3位勢力強大的貴族；四子喬弗雷·波吉亞則成為了一位西班牙親王。
除了積極的為自己的孩子牟利外，他也如同他的舅舅一般積極的利用裙帶關係，任命了十幾位親屬為樞機。除了參與了多個戰爭及政治事件，亞歷山大六世的其他事蹟包括委託畫家賓杜里基奧繪製波吉亞寓所內的一系列壁畫及在1493年為葡萄牙與西班牙的劃定了殖民擴張分界線，即「教皇子午線」。

## 教宗與公爵之死
1503年8月中，已在位11年的亞歷山大六世身染重病，於幾天後去世，樞機團於教宗選舉秘密會議中選了一位中庸的教宗庇護三世，但新任教宗只在位26日便去世了，亞歷山大六世的兒子切薩雷此時控制著大多數西班牙樞機，但他為了保住軍銜與家族最大的敵人德拉·羅維雷家族的儒利安·德拉羅韋雷樞機達成協議，支持切薩雷的西班牙樞機們會將選票投給儒利安，前提是儒利安當選後必須保住切薩雷的軍銜並幫他收復部分叛亂的義大利失土。儒利安順利地當上教宗，名號為「儒略二世」，但他並沒有兌現他的承諾，儒略二世於加冕典禮舉行後3日便指控切薩雷參與多個謀殺案並將之逮捕入獄，切薩雷雖然於1504年順利出獄但於沒多久便被西班牙軍隊逮捕並再一次入獄。切薩雷於1506年成功逃獄並前往納瓦拉王國投奔他的小舅子胡安三世，最終於1507年在一場戰役中戰死。

## 失勢之後

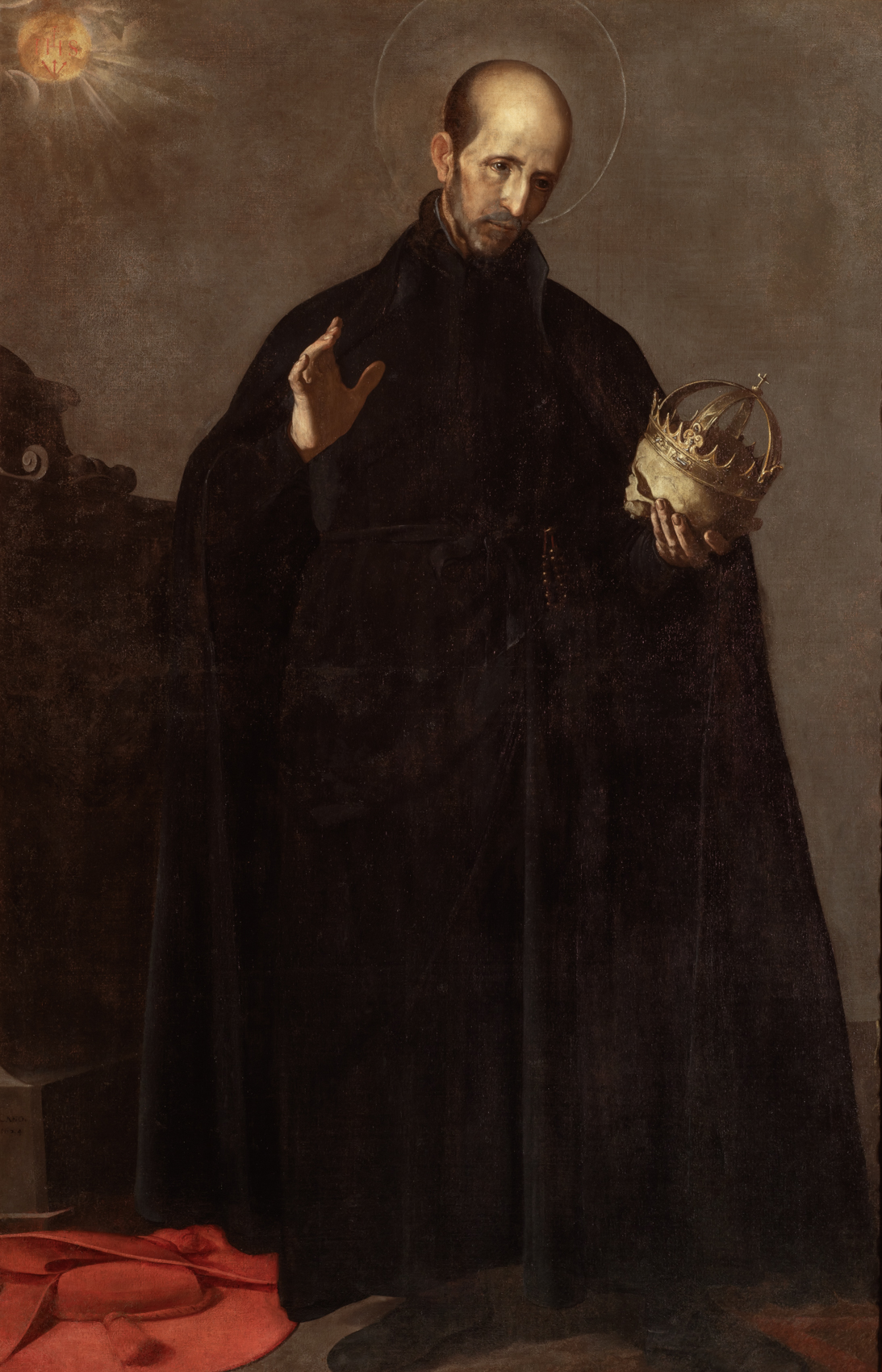
聖方濟各·波吉亞像

家族最有權勢的兩人死後，波吉亞家族的政治影響力已大不如前，幸好亞歷山大六世的女兒，費拉拉公爵夫人盧克雷齊亞·波吉亞仍然扮演著完美的文藝復興女性，積極的贊助各種藝術活動，得到後世許多正面的評價。
亞歷山大六世次子甘迪亞公爵喬瓦尼·波吉亞的孫子聖方濟各·德·波吉亞在將公爵爵位傳予長子後投身教會，他於1670年被封為聖人。甘迪亞公爵這一脈傳到第十一代公爵路易斯·伊格納西奧（Luis Ignacio Francisco Juan de Borja-Centelles y Fernández de Cordoba，1673-?)後因無其他男嗣繼承，爵位傳給了他的妹妹瑪麗亞·安娜（Maria Ana Antonia Luisa de Borja-Centelles y Fernández de Córdoba，? - 1748)及其後代繼承，爵位一直傳到今日。
而亞歷山大六世最小的兒子斯奎拉切親王喬弗雷·波吉亞的後代持續統治斯奎拉切至16世紀末，並藉由聯姻將頭銜傳給喬瓦尼·波吉亞的後代，這個支系最終於18世紀初絕嗣。
目前家族僅存的男性直系後裔都是由第二代甘迪亞公爵喬瓦尼·波吉亞的後代所衍生的，很大一部分家族成員目前居住在厄瓜多或智利，當中最著名的成員為前厄瓜多總統羅德里戈·博爾哈·塞瓦略斯。

## 家族評價
不少證據不充份的指摘，稱他們是猶太裔，或謂「馬拉諾人」（即中世紀時，在西班牙和葡萄牙境內，被迫改信基督教而暗地依然信奉原來宗教的猶太人或摩爾人。「馬拉諾」的意思即是「豬」，或謂邋遢的人、下流的人；普遍用於表示「住在伊比利半島上的猶太人」）。這些言論為政敵們所謠傳，並於后来於大眾文化中广为流传。
去除政治上的評價，家族對藝術的贊助可說是為人稱道的，家族曾贊助過賓杜里基奧、巴爾托洛梅奧·韋內托、米開朗基羅、提齊安諾及耶羅尼米斯·波希，達文西甚至幫助過切薩雷·波吉亞建造戰爭器具。

## 家族分支

### 波吉亞-蘇爾皮吉家族
在翁布里亞有個名為波吉亞-蘇爾皮吉（Borgia-Sulpizi）的波吉亞家族分支，這個分支是由切薩雷·波吉亞的私生子吉羅拉莫（Girolamo Borgia，約1501年－？）與伊莎貝拉·皮薩貝爾納尼（Isabella Pizzabernani，？－？）的女兒伊波麗塔·波吉亞（Ippolita Borgia，？－？）的後代所產生的，家族在特拉西梅諾湖旁有座名為波吉亞堡的城堡。

### 敘拉古的波吉亞家族
歷史學家尚無法確定此家族的早期歷史，只知道此家族可能是第三代甘迪亞公爵胡安·德·波吉亞·安立奎茲·德·露納（Juan de Borja y Enríquez de Luna）的第9子菲利浦·曼紐·德·波吉亞（Felipe Manuel de Borja，死於1587年）的後代，該家族在敘拉古有一宮殿波吉亞德爾卡薩萊宮，現在仍為家族所有。

### 韋萊特里的波吉亞家族
在韋萊特里有一支也名為波吉亞的貴族，這個家族來自瓦倫西亞哈蒂瓦，於12至13世紀便已遷至義大利，與亞歷山大六世所屬的波吉亞家族是遠親。這個家族較著名的成員是斯特法諾·波吉亞樞機及馬爾他騎士團大教長亞歷山德羅·波吉亞。

### 其他波吉亞家族
義大利還有些名為波吉亞的家族與西班牙的波吉亞家族並無關係，他們可能是發源自阿爾巴尼亞夫羅勒南部比利什特的霍西斯特中的博爾西（Borsh）地區，以該地為姓氏的阿爾巴尼亞人通常叫做博爾西亞（Borshia）與義大利文中的Borgia有些類似，來自這地區的阿爾巴尼亞人在遷到義大利後基於各種原因使原來的姓氏演變為Borgia。

### 引用
1. ↑  Arsenic: A Murderous History. Dartmouth Toxic Metals Research Program, 2009
2. ↑  Hibbert, p.10.
3. ↑  Hibbert, p.12.
4. ↑  Hibbert, pp.10-13.
5. ↑  Masson, p.179.
6. ↑  Hibbert, pp.218-220.
7. ↑  Hibbert, pp.231-232.
8. ↑  Hibbert, pp.276-277.
9. ↑  Hibbert, p.276.
10. ↑  Salcedo, p.222.
11. ↑  Salazar y Acha, pp.16-17.
12. ↑  The Menorah journal, Volumes 20-23, Intercollegiate Menorah Association, 1932, page 163.
13. ↑  The Borgias: or, At the feet of Venus, Vicente Blasco Ibáñez, P. Dutton & Co. Inc., 1930, pages 242, 313.
14. ↑  Lucrezia Borgia: Life, Love and Death in Renaissance Italy, by Sarah Bradford
15. ↑  della Chiesa, p.85.
16. ↑  Gurrieri, p.53.
17. ↑  久負盛名的歷史古蹟-波吉亞德爾卡薩萊宮 （页面存档备份，存于） 2016-6-18
18. ↑  Angelfire Online Gotha - Borgia 1 （页面存档备份，存于） 2016-6-18.
19. ↑  天主教百科全書線上版-斯特法諾·波吉亞 （页面存档备份，存于） 2011-6-18
20. ↑  Studi Albanesi, pp. 65-68.

## 外部連結
- Centropolis.homestead_Library
- 1494: How a Family Feud in Medieval Spain Divided the world in Half （页面存档备份，存于）
- （西班牙文） Borja o Borgia （页面存档备份，存于）
- （西班牙文） Francisco Fernández de Bethencourt - Historia Genealógica y Heráldica Española, Casa Real y Grandes de España, tomo cuarto （页面存档备份，存于）
- （西班牙文） Una rama subsistente del linaje Borja en América española, por Jaime de Salazar y Acha, Académico de Número de la Real Academia Matritense de Heráldica y Genealogía （页面存档备份，存于）
- （西班牙文） Boletín de la Real Academia Matritense de Heráldica y Genealogía
- （西班牙文） La familia Borja: Religión y poder. Entrevista a Miguel Batllori
- （西班牙文） La mirada sobre los Borja (Notas críticas para un estado de la cuestión)
- The Borja Family: Historiography, Legend and Literature by Eulàlia Duran, Institut d’Estudis Catalans
- History of the Borgia Family
- Duran, Eulàlia: The Borja Family: Historiography, Legend and Literature （页面存档备份，存于）